# Электромагнитные колебания
Электромагнитные колебания — периодические изменения напряжённости {\displaystyle E} и индукции {\displaystyle B} электромагнитного поля.
Электромагнитными колебаниями являются радиоволны, микроволны, инфракрасное излучение, видимый свет, ультрафиолетовое излучение, рентгеновские лучи, гамма-лучи.
Существует близкий термин — электрические колебания. Периодические ограниченные изменения величин заряда {\displaystyle q}, тока {\displaystyle I} или напряжения {\displaystyle U} называют электрическими колебаниями. Синусоидальный переменный электрический ток является одним из видов вынужденных электрических колебаний.

## Вывод формулы
Электромагнитные волны как универсальное явление были предсказаны классическими законами электричества и магнетизма, известными как уравнения Максвелла. Если вы внимательно посмотрите на уравнения Максвелла в отсутствие источников (зарядов или токов), то обнаружите, что помимо тривиального решения, когда напряжённости электрического и магнитного поля равны нулю в каждой точке пространства и ничего не меняется, существуют нетривиальные решения, представляющие собой изменения обеих напряжённостей в пространстве и времени. Начнём с уравнений Максвелла для вакуума: 
{\displaystyle \nabla \cdot \mathbf {E} =0,\qquad (1)}
{\displaystyle \nabla \times \mathbf {E} =-{\frac {\partial }{\partial t}}\mathbf {B} ,\qquad (2)}
{\displaystyle \nabla \cdot \mathbf {B} =0,\qquad (3)}
{\displaystyle \nabla \times \mathbf {B} =\mu _{0}\epsilon _{0}{\frac {\partial }{\partial t}}\mathbf {E} ,\qquad (4)}
где
{\displaystyle \nabla } — векторный дифференциальный оператор набла.
Система уравнений (1)—(4) имеет тривиальное решение
{\displaystyle \mathbf {E} =\mathbf {B} =\mathbf {0} .}
Чтобы найти нетривиальное решение, мы воспользуемся векторным тождеством, которое справедливо для любого вектора, в виде:
{\displaystyle \nabla \times \left(\nabla \times \mathbf {A} \right)=\nabla \left(\nabla \cdot \mathbf {A} \right)-\nabla ^{2}\mathbf {A} .}
Чтобы посмотреть как мы можем использовать его, возьмём операцию вихря от выражения (2):
{\displaystyle \nabla \times \left(\nabla \times \mathbf {E} \right)=\nabla \times \left(-{\frac {\partial \mathbf {B} }{\partial t}}\right).\quad (5)}
Левая часть (5) эквивалентна:
{\displaystyle \nabla \times \left(\nabla \times \mathbf {E} \right)=\nabla \left(\nabla \cdot \mathbf {E} \right)-\nabla ^{2}\mathbf {E} =-\nabla ^{2}\mathbf {E} ,\qquad (6)}
где мы упрощаем, используя уравнение (1).
Правая часть эквивалентна:
{\displaystyle \nabla \times \left(-{\frac {\partial \mathbf {B} }{\partial t}}\right)=-{\frac {\partial }{\partial t}}\left(\nabla \times \mathbf {B} \right)=-\mu _{0}\epsilon _{0}{\frac {\partial ^{2}}{\partial t^{2}}}\mathbf {E} .\qquad (7)}
Уравнения (6) и (7) равны, таким образом эти результаты в дифференциальном уравнении для электрического поля, а именно
| {\displaystyle \nabla ^{2}\mathbf {E} =\mu _{0}\epsilon _{0}{\frac {\partial ^{2}}{\partial t^{2}}}\mathbf {E} ,} |
Применяя аналогичные исходные результаты в аналогичном дифференциальном уравнении для магнитного поля:
| {\displaystyle \nabla ^{2}\mathbf {B} =\mu _{0}\epsilon _{0}{\frac {\partial ^{2}}{\partial t^{2}}}\mathbf {B} .} |
Эти дифференциальные уравнения эквивалентны волновому уравнению:
{\displaystyle \nabla ^{2}f={\frac {1}{{c_{0}}^{2}}}{\frac {\partial ^{2}f}{\partial t^{2}}},}
где {\displaystyle c_{0}} — скорость волны в вакууме, {\displaystyle f} — описывает смещение.
Или
{\displaystyle \Box f=0,}
где {\displaystyle \Box } — оператор Д’Аламбера:
{\displaystyle \Box =\nabla ^{2}-{\frac {1}{{c_{0}}^{2}}}{\frac {\partial ^{2}}{\partial t^{2}}}={\frac {\partial ^{2}}{\partial x^{2}}}+{\frac {\partial ^{2}}{\partial y^{2}}}+{\frac {\partial ^{2}}{\partial z^{2}}}-{\frac {1}{{c_{0}}^{2}}}{\frac {\partial ^{2}}{\partial t^{2}}}.}
Заметьте, что в случае электрического и магнитного полей скорость.:
{\displaystyle c_{0}={\frac {1}{\sqrt {\mu _{0}\epsilon _{0}}}},}
которая есть скорость света в вакууме. Уравнения Максвелла объединили диэлектрическую проницаемость вакуума {\displaystyle \varepsilon _{0}}, магнитную проницаемость вакуума {\displaystyle \mu _{0}}  и непосредственно скорость света {\displaystyle c_{0}}. До этого вывода не было известно, что была такая строгая связь между светом, электричеством и магнетизмом.
Но имеются только два уравнения, а мы начали с четырёх, поэтому имеется ещё больше информации относительно волн, спрятанных в уравнениях Максвелла. Давайте рассмотрим типичную векторную волну для электрического поля.
{\displaystyle \mathbf {E} =\mathbf {E} _{0}f\left({\hat {\mathbf {k} }}\cdot \mathbf {x} -c_{0}|\mathbf {k} |t\right).}
Здесь {\displaystyle \mathbf {E} _{0}} — постоянная амплитуда колебаний, {\displaystyle f} — любая мгновенная дифференцируемая функция, {\displaystyle {\hat {\mathbf {k} }}} — единичный вектор в направлении распространения, а {\displaystyle {\mathbf {x} }} - радиус-вектор. Мы замечаем, что {\displaystyle f\left({\hat {\mathbf {k} }}\cdot \mathbf {x} -c_{0}|\mathbf {k} |t\right)} — общее решение волнового уравнения. Другими словами
{\displaystyle \nabla ^{2}f\left({\hat {\mathbf {k} }}\cdot \mathbf {x} -c_{0}|\mathbf {k} |t\right)={\frac {1}{{c_{0}}^{2}}}{\frac {\partial ^{2}}{\partial ^{2}t}}f\left({\hat {\mathbf {k} }}\cdot \mathbf {x} -c_{0}|\mathbf {k} |t\right),}
для типичной волны, распространяющейся в {\displaystyle {\hat {\mathbf {k} }}} направлении.
Эта форма будет удовлетворять волновому уравнению, но будет ли она удовлетворять всем уравнениям Максвелла, и с чем соответствуется магнитное поле?
{\displaystyle \nabla \cdot \mathbf {E} ={\hat {\mathbf {k} }}\cdot \mathbf {E} _{0}f'\left({\hat {\mathbf {k} }}\cdot \mathbf {x} -c_{0}|\mathbf {k} |t\right)=0,}
{\displaystyle \mathbf {E} \cdot {\hat {\mathbf {k} }}=0.}
Первое уравнение Максвелла подразумевает, что электрическое поле ортогонально (перпендикулярно) направлению распространению волны.
{\displaystyle \nabla \times \mathbf {E} ={\hat {\mathbf {k} }}\times \mathbf {E} _{0}f'\left({\hat {\mathbf {k} }}\cdot \mathbf {x} -c_{0}|\mathbf {k} |t\right)=-{\frac {\partial }{\partial t}}\mathbf {B} ,}
{\displaystyle \mathbf {B} ={\frac {1}{c_{0}}}{\hat {\mathbf {k} }}\times \mathbf {E} .}
Второе уравнение Максвелла порождает магнитное поле. Оставшиеся уравнения будут удовлетворяться выбором {\displaystyle \mathbf {E} ,\mathbf {B} }.
Мало того, что волны электрического и магнитного полей распространяются со скоростью света, но они имеют ограниченную ориентацию и пропорциональную величину, {\displaystyle E_{0}=c_{0}B_{0}}, которую можно сразу же заметить из вектора Пойнтинга. Электрическое поле, магнитное поле и направление распространения волны все являются ортогональными, и распространение волны в том же направлении как вектор {\displaystyle \mathbf {E} \times \mathbf {B} }.
С точки зрения электромагнитной волны, перемещающейся прямолинейно, электрическое поле может колебаться вверх и вниз, в то время как магнитное поле может колебаться вправо и влево, но эта картина может чередоваться с электрическим полем, колеблющемся вправо и влево, и магнитным полем, колеблющимся вверх и вниз. Эта произвольность в ориентации с предпочтением к направлению распространения известна как поляризация.